# 烏拉爾區

烏拉爾州（1925年）

烏拉爾區（俄语：Ура́льская о́бласть）是蘇聯俄羅斯蘇維埃聯邦社會主義共和國在1923年至1934年間的行政區，包括了今日的彼爾姆邊疆區、秋明州、庫爾干州、斯維爾德洛夫斯克州和車里雅賓斯克州。面積1,659,000平方公里，人口6,380,000人。首府葉卡捷琳堡（1924年起改稱斯維爾德洛夫斯克）。

## 历史
1923年4月俄共（布）十二大通过了国家计划委员会制定的行政区划方案。当年叶卡捷琳堡省、彼尔姆省、车里雅宾斯克省、秋明省合并成为乌拉尔州，辖15个区。1925年设立科米-彼尔米亚克区。1934年1月17日，乌拉尔州被一分为三，分别设立斯维尔德洛夫斯克州、车里雅宾斯克州、鄂毕-额尔齐斯州。